# Scipion Pinel
Scipion Pinel (Bicêtre, 22 de março de 1795 – 17 de dezembro de 1859) foi um médico francês.

## Carreira
Em 1831, Scipion foi para a Polônia com Alexandre Brierre de Boismont e César Julien Jean Legallois para estudar uma epidemia de cólera. Ele permaneceu internado no hospital Housards em Varsóvia por cinco meses. Partidário do não contágio, não teve medo de inocular o antebraço com muco intestinal retirado de um cadáver. Ele deixou Varsóvia pouco antes da captura da cidade pelos russos (8 de setembro de 1831).
Por algum tempo, ele administrou uma casa de repouso em Port-à-l'Anglais em Ivry-sur-Seine. Em 1836, trocou a Salpêtrière por Bicêtre onde se tornou médico da primeira divisão. Três anos depois, ele renunciou, continuando a praticar como cliente psiquiátrico.
Além de alguns trabalhos científicos, escreveu várias obras: "L'Aspirant de saint Côme", evocação histórica dos primeiros anos de Ambroise Paré, "André Vésale", drama em cinco atos em verso e artigos literários sob o pseudônimo de Bennati.
Faleceu em 1859, deixando três filhos, entre eles Philippe-Charles Pinel (1828-1895), doutor em medicina, que fundou o primeiro instituto de eletroterapia em Paris, na rue du Mont-Thabor.

## Publicações
- Physiologie de l'homme aliéné, 1975.
- Traité de pathologie cérébrale ou des maladies du cerveau, 1844.
- Société Villa Santa, établissement modèle pour le traitement des maladies mentales sous la direction du Dr Scipion Pinel, fondé au Port-à-l'Anglais, commune de Vitry, 1837.
- Physiologie de l'homme aliéné appliquée à l'analyse de l'homme social, 1833.
- Recherches sur les causes physiques de l'aliénation mentale, 1826.
- Recherches d'anatomie pathologique sur l'endurcissement du système nerveux, 1822.
- Recherches sur quelques points de l'aliénation mentale, 1819.
- Consultation médicale, 1839.
- Traité complet du régime sanitaire des aliénés, ou manuel des établissements qui leur sont consacrés, 1836.